# Giuseppe Bombardini
Giuseppe Bombardini (Bassano del Grappa, agosto 1781 – 1867) è stato un poeta italiano.

## Biografia
Figlio di Cecilio ed Elena Bellotto, la gioventù del Bombardini fu caratterizzata da un precoce accessi agli studi e da numerosi viaggi, complici nello sviluppare in lui un talento artistico per la poesia.
Una volta rimasto stabilmente a Bassano, intraprese la carriera politica ricoprendo svariate cariche comunali e governative, sia durante il Regno d'Italia sia durante quello Lombardo-Veneto creato dall'Austria di Metternich.
All'età di 24 anni, nel 1805, Bombardini fu deputato del Dipartimento del Bacchiglione per poi, nel 1812, essere nominato pro-podestà di Bassano con delegazione alle scuole pubbliche; durante questo periodo si impegnò notevolmente per il progresso degli istituti didattici cittadini. Fu quindi nominato Podestà nell'ottobre del 1813, carica che ricoprì fino al giugno del 1815 con le funzioni aggiuntive di viceprefetto e delegato governativo.
Nel 1815, il 1º luglio fu eletto deputato della Congregazione centrale di Venezia per la città di Bassano per poi essere rieletto il 29 maggio 1819; divenne inoltre membro della Commissione comunale per la pubblica istruzione. Durante questo periodo, il 1º maggio 1818, ricevette, per decisione dell'imperatore, la nobiltà austriaca e venne insignito del titolo di Cavaliere e di Ciambellano di Sua Maestà Imperiale. Rimase a lungo nella città lagunare con la carica di deputato centrale per la provincia di Vicenza, ma terminò la sua carriera politica con l'assegnazione, nel 1847, della carica di Podestà a Bassano, che tenne fino al 1859 con la sola destituzione, imposta dagli insorti, durante i moti del 1848.
Morì il 5 luglio 1867.

## Produzione poetica
Nonostante gli impegni politici, Giuseppe Bombardini fu membro, tra le altre, dell'Accademia dell'Arcadia, ove era conosciuto con lo pseudonimo di Eulidemo Olinteo.
La sua produzione poetica, principalmente componimenti per nozze e discorsi ufficiali, comprende sonetti, poesie ed operette per musica.

## Opere
Le opere pubblicate di Giuseppe Bombardini sono centosettanta, tra cui:
- Per le faustissime nozze Polesso Stevanati (1799, Bassano)
- Cantata da eseguirsi nella sala della Società filarmonica di Bassano festeggiando la pace (pubblicazione antecedente il 1801)
- Rime per le nobilissime nozze Cappello e Leoni (1805, Remondini, Bassano)
- Per la ricuperata salute, e pel felice ritorno a Bassano di d. Abondio Rezzonico senatore di Roma. Ode (1805, Remondini, Bassano)
- Descrizione d'un breve viaggio da Bassano a Belluno, poemetto in versi sciolti (1805, Parise, Vicenza)
  - Ripubblicato con il titolo: Viaggetto a Feltre e Belluno, sciolti di Giuseppe Bombardini, (1805, Remondini, Bassano)
- Per le nozze Baroni e Fanio, rime (1806, Remondini, Bassano)
- Saggio di rime (1810, Picotti, Venezia)
- Discorso di G. Bombardini pro-podestà di Bassano agli alunni delle scuole comunali per l'anno 1812 (1812, Baseggio, Bassano)
- Per la memorabile apparizione degli augustissimi sovrani nella suddita città di Bassano. Cantata(1815, Remondini, Bassano)
- Per le nozze Giustiniani e Priuli (1816, Baseggio, Bassano)
- Inno nazionale austriaco tradotto da Giuseppe Bombardini (1819, Rizzi, Venezia)
- Per le nobili nozze Roberti e Baseggio. Sonetti inediti (1820, Remondini, Bassano)
- Per le nobilissime nozze Trissino e Brignole (1822, Remondini, Bassano)
- A monsignore Iacopo Monico vescovo di Ceneda (1823, Baseggio, Bassano)
- Per le nozze Conati e De' Manzoni. Ode (1827, Baseggio, Bassano)
- Nelle auspicate sponsalizie Parolini-Londonio (1829, Baseggio, Bassano)
- Il calamaio di Brocchi: versi di G. Bombardini (1841, Roberti, Bassano)

| Controllo di autorità | SBN VIAV104251 |